# Kota Harapan
Kota Harapan is een bestuurslaag in het regentschap Tanjung Jabung Timur van de provincie Jambi, Indonesië. Kota Harapan telt 1970 inwoners (volkstelling 2010).